# كعان طاشانر
كعان طاشانَر (بالتركية: Kaan Taşaner)‏، ممثل تركي ولد في (23 أبريل 1979 في أنطاليا تركيا) وهو من الشخصيات الرئيسية في مسلسل «ما هو ذنب فاطمة جول» ويقوم بدور أردوغان. ومسلسل عودة مهند بدور شرف، كما كان من الشخصيات الرئيسية في مسلسل قيامة أرطغرل وقام بدور غوندوغدو.

## المسلسلات
| السنة     | العنوان              | الدور           | ملاحظات |
| --------- | -------------------- | --------------- | ------- |
| 2010–2012 | ما ذنب فاطمة جول ؟   | أردوغان ياشاران |         |
| 2012–2013 | عودة مهند            | المحقق شريف     |         |
| 2013–2014 | المفقود              | كمال بيه        |         |
| 2014–2016 | قيامة أرطغرل         | غوندوغدو ألب    |         |
| 2016      | ألوان                | جان             |         |
| 2017      | كوت العمارة          | سليمان العسكري  |         |
| 2020      | نهضة السلاجقة العظمى | ماركوس          |         |

## روابط خارجية
- كعان طاشانر على موقع IMDb (الإنجليزية)
- كعان طاشانر على موقع قاعدة بيانات الفيلم (الإنجليزية)